# Erik Palmén
Erik Herbert Palmén (1898 – 1985) est un météorologue finlandais, membre associé de l'école de météorologie de Bergen qui développa la théorie des fronts météorologiques et du département de météorologie de l'université de Chicago. Il est considéré comme le premier à expliquer les courants-jets polaires et subtropicaux, découverts par le japonais Ōishi Wasaburō en 1920, et l'un des principaux théoriciens de la circulation atmosphérique.

## Biographie
Erik Herbert Palmén est né en 1898 à Vaasa sur la côte du golfe de Bothnie d'un père juge. Après ses études secondaires, il entre à l'université d'Helsinki où il obtient une maîtrise en astronomie en 1921, car il n'y avait aucun programme de météorologie à ce niveau en Finlande. En 1927, il obtient cependant un doctorat en météorologie de façon plutôt autodidacte avec ses premières recherches portant sur l'interaction entre l’atmosphère et la mer qui l'amène à s'intéresser au développement des cyclones extratropicaux, soit les dépressions des latitudes moyennes. Il s'intéresse particulièrement à la circulation générale d'ouest en altitude au-dessus de ces systèmes et le courant-jet. 
Ses recherches dans ce domaine sont influencées par les théories de l'école de météorologie de Bergen dirigée par Wilhelm Bjerknes. En 1928, Palmén visite l'école. Il demeure chez Jacob Bjerknes deux mois, avec qui il restera en contact jusqu'au début de la Seconde Guerre mondiale, et revient souvent à Bergen par la suite. Il y travaille sur la circulation en altitude grâce à l'analyse des rares météogrammes provenant de ballon-sondes lancés pour la recherche (les radiosondages ne deviendront courant que beaucoup plus tard), des rapports de pilotes d'avions et d'aérostats. En 1935, à la suite d'un échange de lettres avec les services météorologiques de divers pays en Europe, Bjerknes et Palmén ont pu obtenir des sondages à intervalles rapprochées lors du passage de dépression par voir de télégrammes. Cela leur a permis de voir la structure verticale de l'atmosphère au passage des fronts météorologiques et de tracer des cartes météorologiques d'altitude. 
Durant la Seconde Guerre mondiale, Palmén doit restreindre ses activités à cause de l'occupation soviétique du pays. Après la fin du conflit, il reçoit une invitation de Carl-Gustaf Rossby, un autre de l'école de Bergen, à venir enseigner à l'université de Chicago. Rossby et ses collaborateurs travaillaient sur la circulation atmosphérique générale et les travaux de Palmén sur le courant-jet cadraient bien dans ce domaine. En 1947, le « groupe de Chicago » publie un article qui devient un classique la dynamique de la circulation atmosphérique. Il est signé par un grand nombre de météorologues qui deviendront des sommités dans le domaine, dont Erik Palmén, avec Carl-Gustaf Rossby comme auteur principal.
Erik Palmén poursuit ses recherches sur la conversion de l'énergie potentielle en énergie cinétique dans la troposphère et sur le  courant-jet. Son attention se porte graduellement sur la zone tropicale et sur le développement des cyclones tropicaux. Il découvre que dont le moteur de ces derniers provient de l'énergie de convection que donne les chaudes températures de l'océan, contrairement aux échanges le long des fronts dans les latitudes moyennes.

## Notoriété
Erik Palmén est professeur au département de météorologie de l'université d'Helsinki durant plus de 30 ans et publie plus de 130 articles durant sa carrière. Il reçoit les distinctions suivantes : médaille d'or du Symons Memorial en 1957 (Royal Meteorological Society), médaille Carl-Gustaf Rossby en 1960 (American Meteorological Society), médaille Buys Ballot en 1964 (Académie royale néerlandaise des arts et des sciences), prix Rossby en 1966 (Société de géophysique de Suède), médaille d'argent de la Société de géophysique de Finlande en 1968 et prix l'OMI en 1969.
En 1948, lors de la création de l'Académie des sciences de Finlande, Palmén est fait membre-à-vie. Il a été membre actif ou honoraire de plusieurs autres sociétés scientifiques dont : Societas Scientiarum Fennica, Société de géophysique de Finlande, Société de géographie de Finlande, Société de géophysique de Suède, American Meteorological Society, Académie des sciences de New York, Académie royale des sciences de Suède, Académie norvégienne des sciences et des lettres, Royal Meteorological Society, Académie allemande des sciences Leopoldina et Académie autrichienne des sciences.

## Sources
- (en) « Interview With Professor E. H. Palmén », Organisation météorologique mondiale (consulté le 21 juin 2014)
- (en) Eoro Holopainen, « Erik Herbert Palmén In Memoriam » [PDF], sur www.geophysica.fi (consulté le 21 juin 2014)
- (en) Chester W. Newton, « Erik Palmén: Synthesizer of the Atmospheric General Circulation », BAMS, AMS, vol. 67, no 3,‎ mars 1986, p. 282–293 (ISSN 1520-0477, lire en ligne [PDF], consulté le 22 juin 2014)
- (en) Herbert Riehl, « Obituary : Erik Palmén 1898–1985. », Quarterly Journal of the Royal Meteorological Society, vol. 111, no 470,‎ octobre 1985, p. 1142–1143 (DOI 10.1002/qj.49711147019).